# 片町站
片町站（日语：／ Katamachi eki */?）是位於大阪府大阪市都島區片町二丁目，西日本旅客鐵道（JR西日本）和京阪電氣鐵道的鐵路車站（廢站）。
JR西日本片町線（學研都市線）和京阪電氣鐵道京阪本線的車站遺址都是跨越鯰江川（現時已經被填滿，變為平地）的野田橋上。另外，大阪市電天滿橋善源寺町線片町停留場位於此站附近。
在JR車站中，此站是在特定都區市內制度下的「大阪市內」車站。

## 歷史

### 國鐵→JR西日本
- 1895年（明治28年）8月22日：浪速鐵道（日语：浪速鉄道）四條畷站至此站之間開通，此站啟用[1][2]。
- 1897年（明治30年）2月9日：浪速鐵道轉讓給關西鐵道。
- 1898年（明治31年）11月18日：結束客運業務[1]。
- 1905年（明治38年）1月1日：重開客運業務[3]。
- 1907年（明治40年）10月1日：跟據鐵道國有法（日语：鉄道国有法）而國有化，成為帝國鐵道廳的車站[1]。
- 1912年（明治45年）4月21日：為了方便轉乘城東線京橋站，開設京橋口乘降場。
- 1913年（大正2年）11月15日：京橋口乘降場升級，與城東線轉乘的車站獨立為京橋站。
- 1970年（昭和45年）10月1日：結束貨運起卸業務[1]。
- 1985年（昭和60年）3月14日：結束行李起卸業務[1]。
- 1987年（昭和62年）4月1日：伴隨國鐵分割民營化，車站由西日本旅客鐵道（JR西日本）營運[1]。
- 1988年（昭和63年）3月13日：制定路線愛稱為「學研都市線」。
- 1991年（平成3年）春：隨著開始建設JR東西線，舊站舍和舊月台被撤走，開始使用臨時站舍。
- 1997年（平成9年）3月8日：隨著JR東西線開通，此站被廢除[1]。為了進行路軌更換工程，於前日（3月7日）晚上9時30分起結束營業[4]。

### 京阪電氣鐵道
- 1910年（明治43年）4月15日：「野田橋站」啟用。
- 1925年（大正14年）6月20日：大阪市電天滿橋善源寺町線開通，京阪電氣鐵道與市電平面相交。
- 1945年（昭和20年）8月14日：因空襲而全站被燒毀。
- 1955年（昭和30年）
  - 1月1日：車站改名為「片町站」。
  - 1月31日：車站遷移，從路口東邊遷移至路口西邊[5]。
- 1968年（昭和43年）12月18日：隨著大阪市電被廢除，京阪電氣鐵道不再與市電平面相交。
- 1969年（昭和44年）11月30日：車站被廢除。

## JR西日本

### 概要

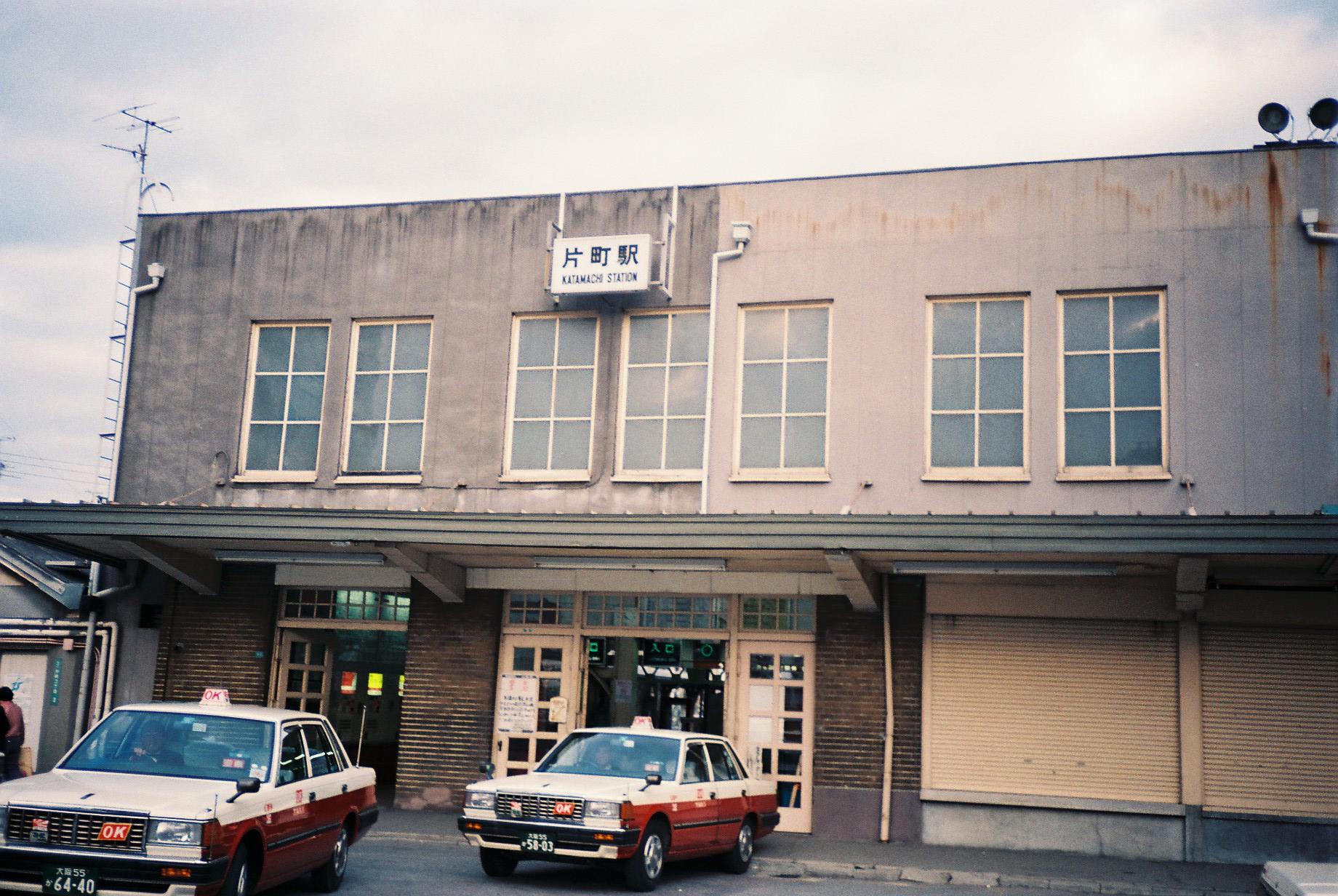
國鐵片町站舍（1986年12月）

此站原本是浪速鐵道位於都市一方的總站，當時的地址為東成郡鯰江村大字新喜多新田。車站靠近大阪市區的東北端相生町。站名「片町」是取自相生町原本只有於京街道北邊（單邊）才有房屋而得名（詳情參見片町 (大阪市)）。
由於車站位於鯰江川與寢屋川之間的狹窄土地，因此站前十分狹窄。在合併至關西鐵道後，有一段時期在放出站開設路線分支，該分支前往車站附近的網島站（客運車站）。而片町站便變為貨運車站。在國有化後，鄰接城東線（現在の大阪環状線）京橋站的片町站京橋口分離為京橋站，取代了網島站的地位使網島站同時廢除，而片町線終點站變回片町站。
但是，由於京橋站（距離此站0.5公里（營業距離））是城東線與京阪本線的轉乘站，而此站沒有任何轉乘交通工具，因此此站的客量較少，車站地位較低。最後在JR東西線開通時被許廢除。
在此站廢除後，鄰近開設了大阪城北詰站，而事實上該站為替代車站。大阪城北詰站在計劃階段的暫名為「片町」。但是實際上「片町站」沒有被遷移，「大阪城北詰站」被視為另一座新車站。因此，定期票和回數票需要重新購入。
在此站廢除後，路線名稱沒有變更。另外在國鐵分割民營化後1年，JR西日本把片町線加上愛稱「學研都市線」，在一些鐵路資訊上不再使用「片町」這個路線名。

### 車站構造
截至1997年3月7日車站廢除前，此站設有2面2線的相對式月台（港灣式月台），為一座地面車站。前往放出、四條畷、長尾、松井山手、同志社前和木津的列車都會在兩座月台出發。在1991年3月，JR東西線正式動工之際，舊站舍被撤走，同時設置了簡單的站舍和月台。
在東西線工程開始前，此站設有1面2線的島式月台，另外再加2條留置線，為一座地面車站。站舍是一座2層高的鋼筋混凝土建築物。車站南邊為島式月台，北邊為2條留置線。部分於京橋站到發的片町線列車（在黃昏繁忙時間，大部分為快速列車）會在此站北邊的留置線等待出發。此站曾經設有貨運業務，因此設有一些側線。1991年前舊月台和路軌的用地現時變為JR東西線從地面連接地底的斜坡路軌。隨著開始工程，舊月台和路軌被撤走，北邊的留置線變為相對式月台，該月台一直使用至廢站，同時京橋站靠近片町一方設置新的引上線。

### 相鄰車站
西日本旅客鐵道（JR西日本）
■學研都市線（片町線）
京橋－片町

### 其他
- 在1998年2月起，車站遺址開設了西日本JR巴士京橋營業所。後來在2002年廢除。截至2006年10月，該處變為民用停車場和洗車場。
- 現時京橋站片町線、東西線月台中，半個月台（西邊）都是在都島區片町二丁目內。而此站的地址也是「片町二丁目」，即京橋至此站之間位於同一丁目。
- 在1996年12月11日起，從車站越過片町橋後可到達大阪市營地下鐵（現時：Osaka Metro）長堀鶴見綠地線大阪商務園區站。

## 京阪電氣鐵道

### 概要
京阪本線在天滿橋站至五條站之間開通之際，設置此中途站。當初車站位於片町路口東邊，並名為野田橋站，只有區間急行和普通列車停靠。在寢屋川橋樑東邊至片町路口之間的路軌與道路共用。後來於1955年轉為專用路軌，車站遷移至片町路口西邊，並改名為「片町站」。該片町路口在1968年大阪市電廢除前，曾經京阪本線路軌與大阪市電電車路軌平面相交。現時，在該遺址的正下方為西日本旅客鐵道（JR西日本）JR東西線大阪城北詰站。
後來，隨著天滿橋站至舊蒲生信號所之間進行架空四線化工程，車站需要向京都一方遷移，使京阪車站與國鐵車站有一段距離。此外，由於新架空路段的配線較難設置車站，加上已架空的京橋站比原本於地面的京橋站更近片町站原本位置，因此便廢除片町站。替代方案為在架空化京橋站的西邊設置片町口。

### 車站構造
此站設有2面2線的相對式月台。在月台後方設有引込線，該路軌用作讓列車製造商把新車放置在該處。不單只是京阪線車輛，大津線80型（83以降）和300型。當大津線新車停放在該路軌後，這些車輛會經京阪本線行駛至三条站內的聯絡線，以便運送至大津線內。

### 相鄰車站
京阪電氣鐵道
京阪本線
天滿橋－片町－京橋

## 使用狀況
在廢站前的年度（1996年度），JR西日本一日乘車人員為7,565人，京阪電鐵則為3,384人。

## 注腳

## 相關項目
- 日本鐵路車站列表 Ka